# Presidente Castelo Branco (Paraná)

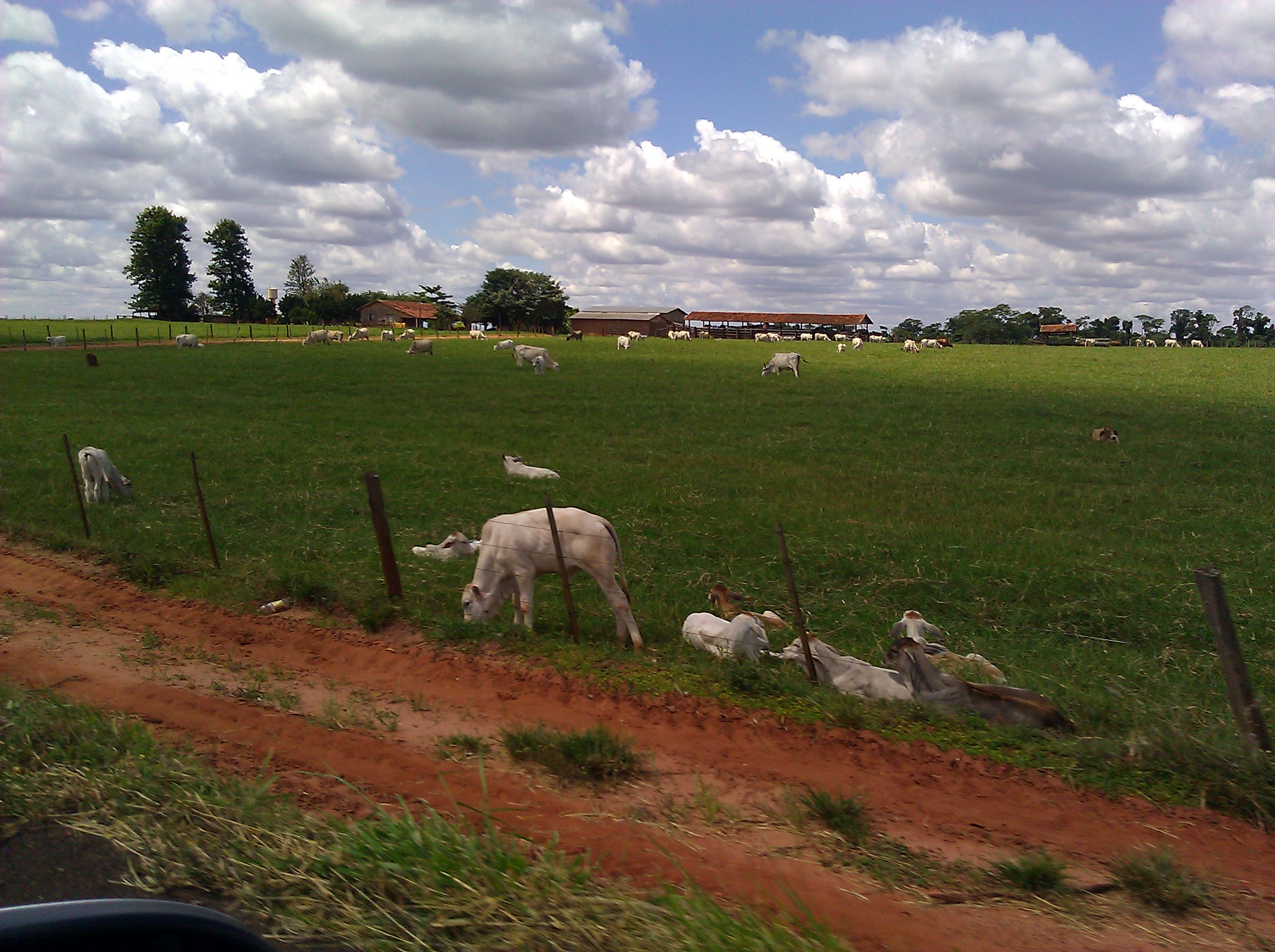
Prés. Castelo Branco - RP, Brésil

Pour les articles homonymes, voir Presidente Castelo Branco.
Presidente Castelo Branco est une municipalité du Paraná au Brésil. Elle a été nommée en l'honneur de Humberto de Alencar Castelo Branco.

## Maires
| Période | Période | Identité                      | Étiquette | Qualité |
| ------- | ------- | ----------------------------- | --------- | ------- |
| 2009    | 2012    | Valdomiro Canegundes de Souza | PDT       |         |